# Estupas de Kalachakra
En el budismo, una estupa de Kalachakra es una estupa cuyo simbolismo no está relacionado con los eventos de la vida de Buda, sino con el simbolismo del Kalachakra Tantra, creado para proteger contra las energías negativas.  Es el tipo de estupa más raro.

## Simbolismo
El simbolismo específico de la estupa de Kalachakra se refiere tanto al simbolismo de una estupa como a la concepción budista del universo, descrita en las enseñanzas de Kalachakra.
Las estupas expresan la naturaleza de la mente de manera perfecta. Simbolizan tanto el estado de iluminación del Buda con cuerpo, palabra y mente, los diez niveles de Bodhisattva, así como el universo: Muestra armonía y perfección de todos los principios universales. Hay 8 tipos diferentes de estupas en los sutras, todos se refieren a eventos importantes en la vida de Buda. Una novena estupa, la estupa Kalachakra, se puede encontrar entre las más altas enseñanzas del Buda en el tantra no dual Maha-Anuttarayoga, también conocido como la “Rueda del Tiempo” o Kalachakra.
El Kalachakra Tantra se refiere a aspectos externos, internos y alternativos. Los aspectos externos se ocupan de la cosmología, la astronomía y la astrología, los aspectos internos se ocupan del sistema energético interno del individuo; la interrelación entre el cuerpo y la mente. La práctica de la deidad de la meditación del aspecto alternativo en el Kalachakra. La estupa tiene un gran poder protector.

## Estupas de Kalachakra en el mundo

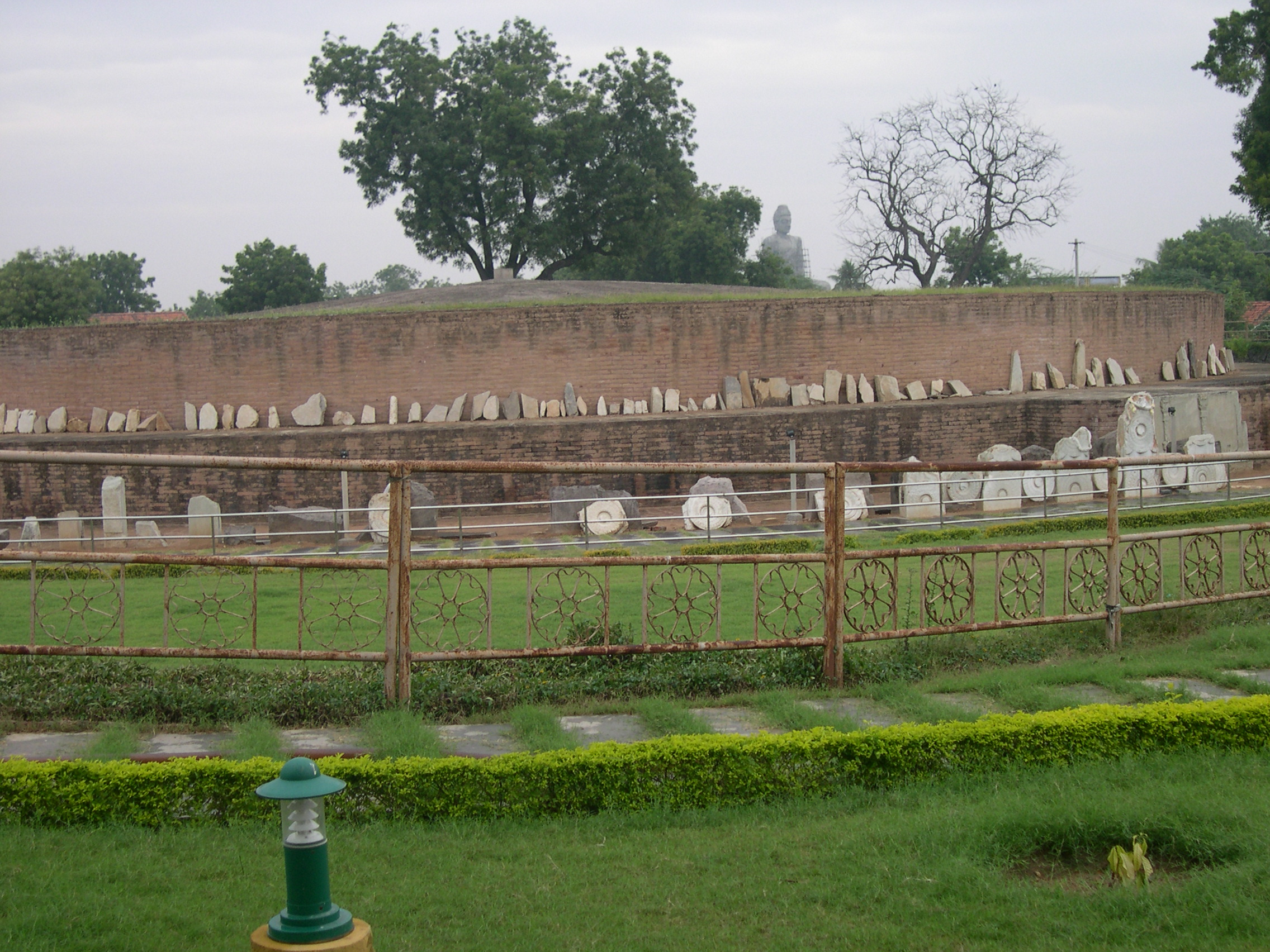
La antigua estupa Dhanyakataka en Amaravati, Andhra Pradesh, India

### Antigua estupa Dhanyakataka en Amaravati, distrito de Guntur, India
Esta es la estupa de Kalachakra más antigua y el lugar donde, según la transmisión oral Vajrayana, el tantra de Kalachakra fue revelado por primera vez por el Buda histórico. La estupa no está intacta, sin embargo, hay un museo cercano con una réplica más pequeña de la estupa Dhanyakataka original. El museo también presenta algunas de las estelas y tallas de mármol originales de la Stupa original. Según las fuentes tradicionales de Vajrayana, el Buda enseñó Dharma en Dhanyakataka y confirió la ceremonia de Kalachakra a discípulos seleccionados, lo que llevaría la antigüedad de Amaravati Stupa al año 500 a. Taranatha, el monje budista escribe: "En la luna llena del mes Caitra en el año siguiente a su iluminación, en la gran estupa de Dhanyakataka, Buda manifestó el mandala de "Las Gloriosas Mansiones Lunares" (Kalachakra) en Dhanyakataka. En el Tantrismo Vajrayana, Dhanyakataka (Amaravati) se considera un lugar muy importante en lo que respecta a la revelación del tantra Kalachakra.

### Stupa en el monasterio de Bokar, Mirik, India, 1988
Esta estupa de Kalachakra en el Monasterio de Bokar fue construida en 1988. El monasterio es tanto Karma como Shangpa Kagyu. Dentro de la estupa hay reliquias de budas y bodhisattvas, mantras y objetos sagrados. Los mandalas de deidades específicas se colocan dentro de los diferentes niveles de la estupa. 

### Stupa en el este del Tíbet
Hay una estupa de Kalachakra cerca de la frontera del antiguo Tíbet, construida para proteger contra las energías negativas del exterior del país. Esta estupa inspiró la construcción de la estupa Kalachakra en el sur de España. 

### Estupa en Karma Guen, España, 1994

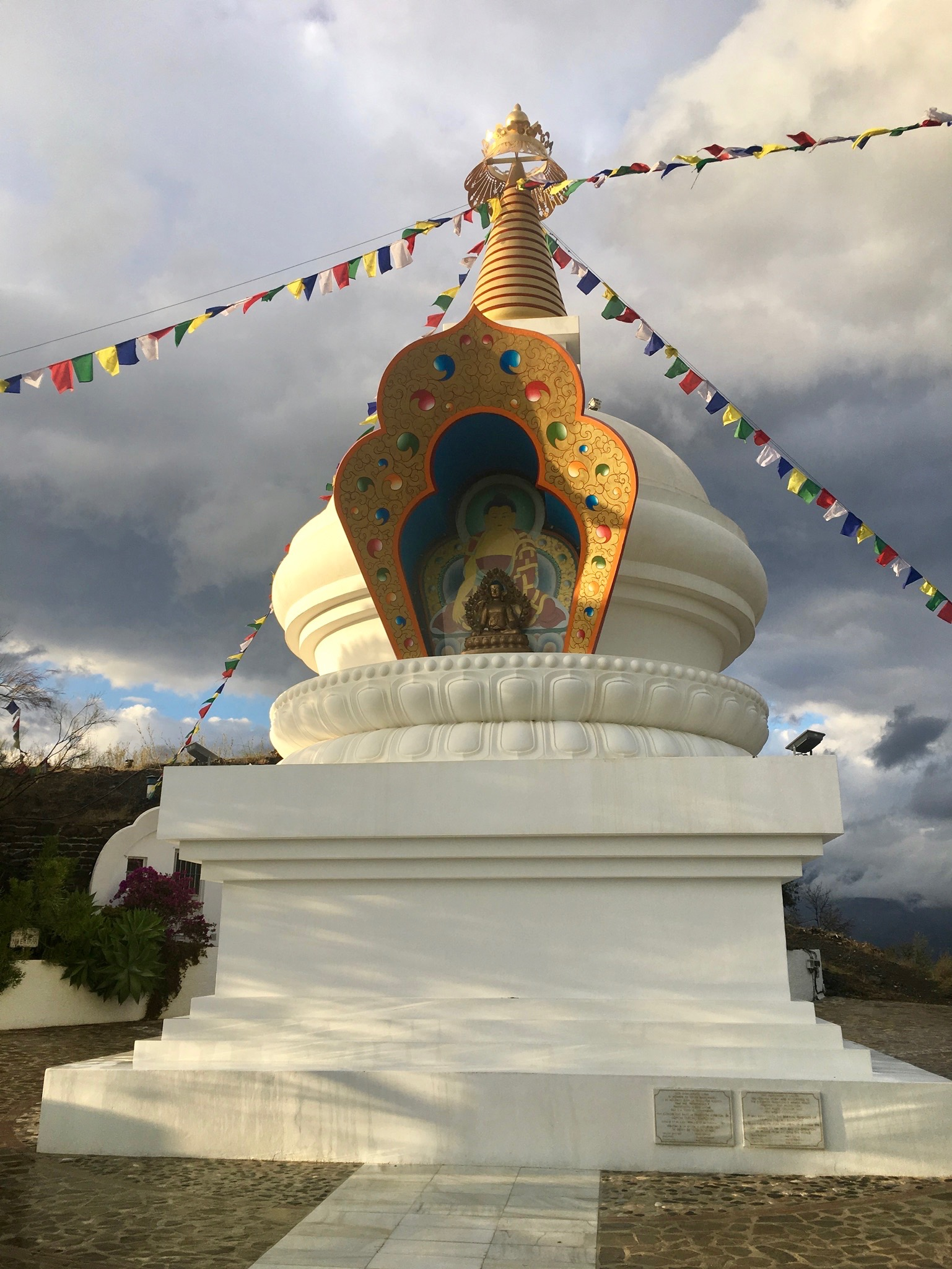
La estupa de Kalachakra en Karma Guen, España

Esta estupa fue construida en 1994 bajo la dirección de Lopon Tsechu Rinpoche, en el sur de España. Fue la primera estupa asistida por Tsechu Rinpoche, una estupa que él consideraba la “estupa madre”, para las demás estupas de occidente. Está ubicado en un centro budista Camino del Diamante ( Karma Kagyu ), y diseñado por Woitek Kossowski, quien fue el arquitecto del proyecto. Fue construido en el período del 18 de julio al 12 de septiembre de 1994. son las 13 metros de altura y cubre una superficie de 49 metros cuadrados. En su interior hay reliquias de los Budas actuales y anteriores, el Kanjur y el Tanjur completos (todas las enseñanzas y comentarios de los Budas). En el momento de su construcción, era solo el tercero de su tipo en el mundo.  Esta estupa tiene ojos pintados, una costumbre nepalí que también se ve en la famosa estupa Boudhanath en Katmandú.

### Estupa en Dharamsala, India
Esta estupa se encuentra en la residencia del Dalai Lama en Dharamsala, India. Fue construido justo antes de la estupa en Garanas, Austria.

### Estupa en Garanas, Austria, 2002
La estupa se construyó en el suelo del Centro Kalachakra Kalapa en el suroeste de Estiria, Austria. Es una copia exacta de la estupa construida en la residencia del Dalái lama en Dharamsala, India. La estupa fue construida por Geshe Tenzin Dhargye, desde diciembre de 2000 hasta octubre de 2002. Ngawang Lodoe, del monasterio del Dalái lama en Dharamsala, estaban supervisando la construcción. En el interior hay incienso, escrituras sagradas, artículos valiosos de uso diario. Las reliquias fueron proporcionadas por el Dalai Lama y los venerables representantes de los cinco linajes budistas tibetanos y otros maestros importantes.

### La estupa de Kalachakra en Kurukulla Center, Medford, Massachusetts, 2010
La estupa de Kalachakra en el Centro Kurukulla fue construida por sugerencia de Lama Zopa Rinpoche, líder espiritual de la FPMT, a la que está afiliado el Centro Kurukulla. El proyecto se inició cuando Wendy Cook era la directora del Centro y se completó después de que Nick Ribush se hiciera cargo de ella en septiembre de 2008. El director artístico fue el intérprete de Kurukulla, Thubten Damchoe, y el profesor residente del Centro, Geshe Tsulga, brindó valiosos consejos. Se basa en los de Dharamsala y Garanas (arriba) y Ngawang Lodoe ayudó con planes y consejos.

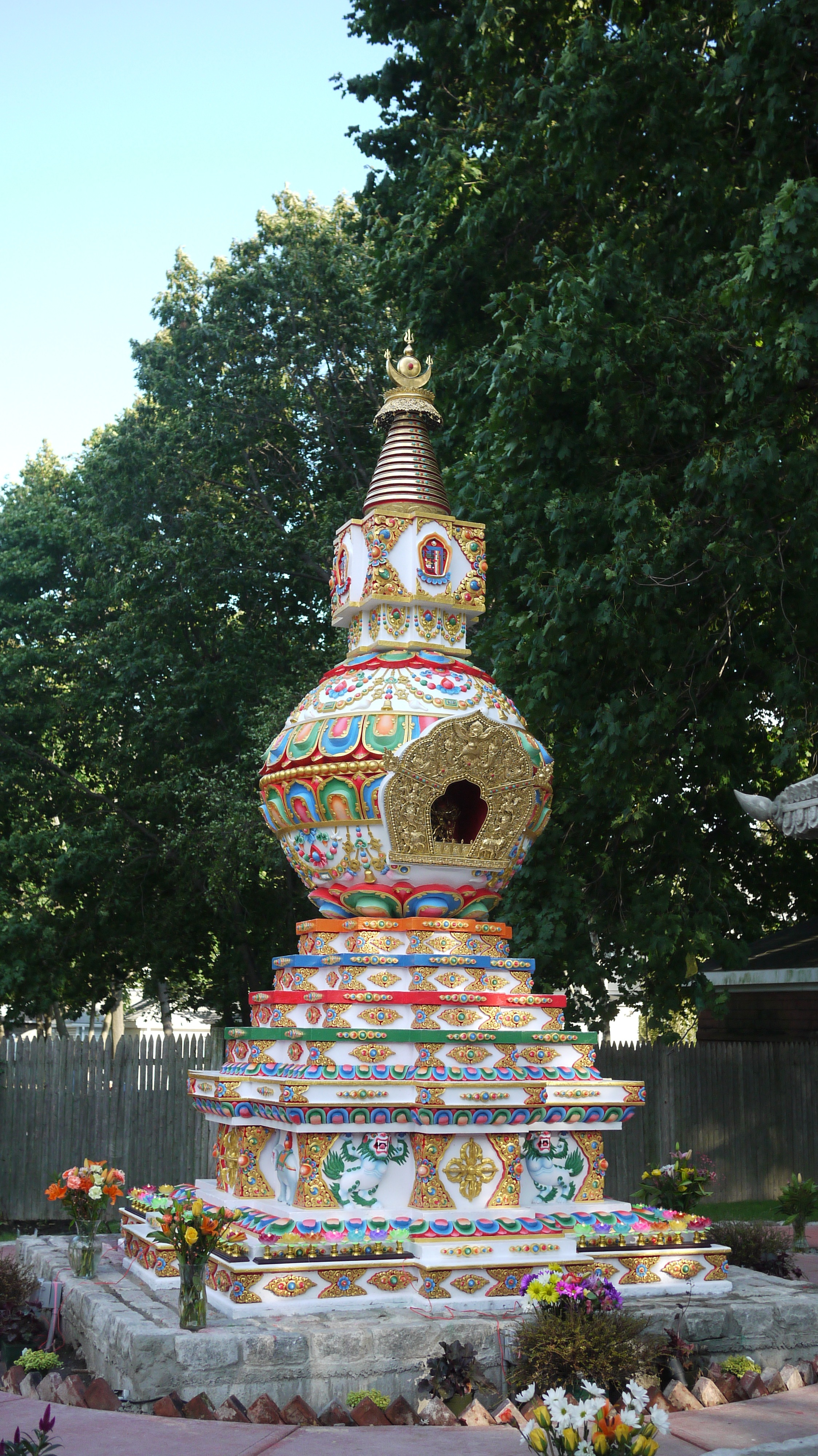
Kalachakra Stupa para la paz mundial en Kurukulla Center, Medford, Massachusetts
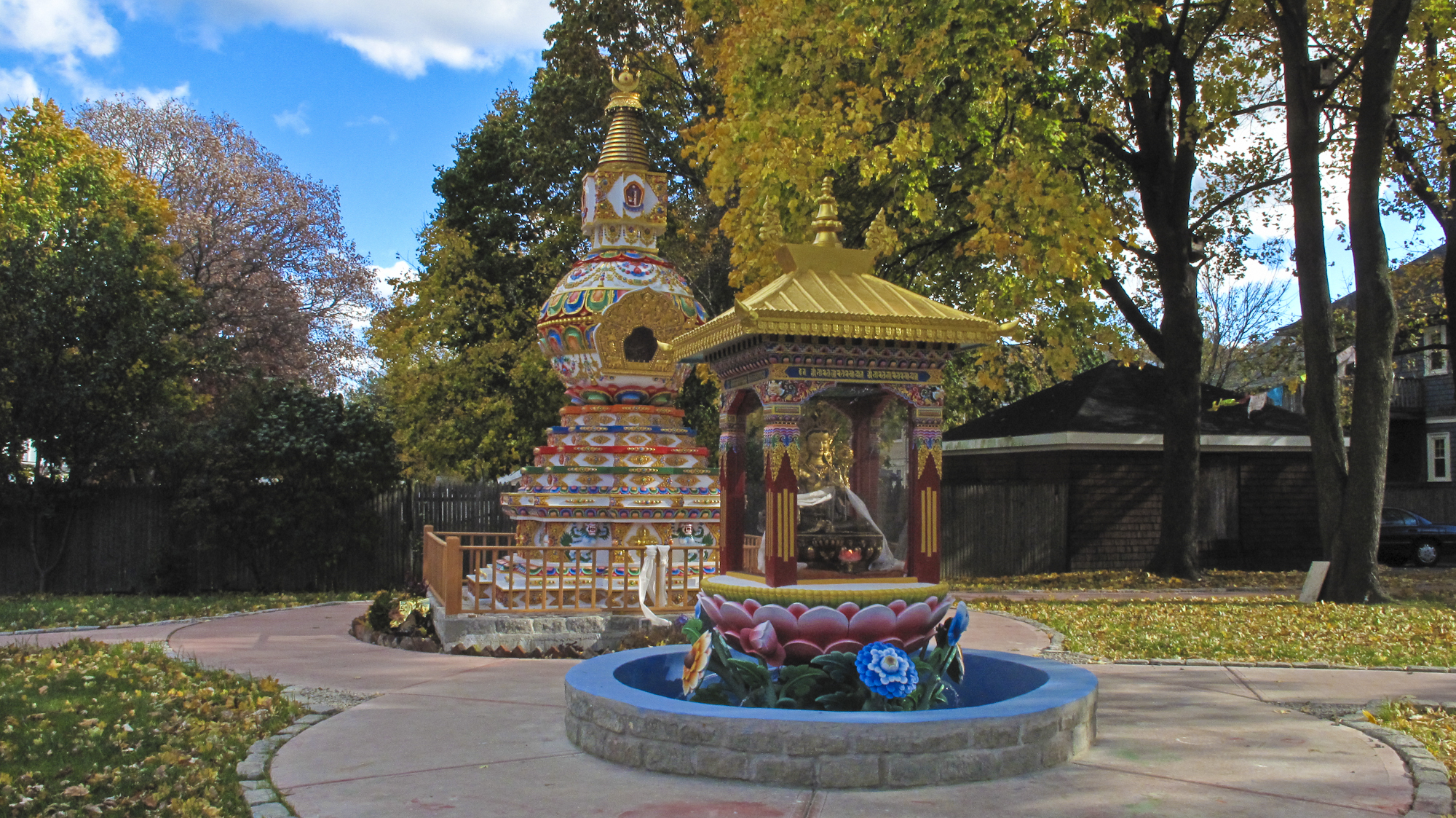
Stupa y estanque de Tara

### La estupa de Kalachakra en el centro budista Karma Berchen Ling, Xylokastro, Grecia, 2010
Kalachakra Stupa es una estupa ubicada a las afueras del pueblo de Lagkadaiika, en el área de Xylokastro de la región de Corinthia en el sur de Grecia, con vista al Golfo de Corinto. Es la estupa más grande del sureste de Europa.

### Kalachakra Stupa Mullumbimby, Nueva Gales del Sur, Australia 2012
Kalachakra World Peace Stupa se abrió al público en una ceremonia solemne en Crystal Castle, Mullumbimby, cerca de Byron Bay en Australia, el 27 de octubre de 2012. Es la primera estupa de Kalachakra en el hemisferio sur dedicada a la paz mundial y al pueblo tibetano.
La Stupa en el Crystal Castle es una Kalachakra Stupa, un raro monumento sagrado creado para proteger contra las energías negativas. Es conocida como la Estupa de la Paz Mundial, y su propósito específico es restablecer el equilibrio de la tierra en tiempos de guerra, conflicto y destrucción ambiental.